# Paróquia Imaculada Conceição
Paróquia Imaculada Conceição, ou conhecido por muitos como Igreja dos Capuchinhos é uma igreja franciscana localizada na cidade de Caxias do Sul.

## História
Paróquia Imaculada de Caxias do Sul, conhecida como a Igreja dos Capuchinhos, a Paróquia Imaculada Conceição, localizada no bairro Rio Branco, foi construída a partir de parcerias.
As ações religiosas no bairro começaram a se desenvolver a partir da década de 1930. Foi quando a ordem religiosa dos freis capuchinhos se instalou na cidade e plantou entre os moradores do Rio Branco o desejo de transformar a pequena capela em paróquia.
O objetivo foi concretizado em 8 de dezembro de 1949, quando a igreja passou a congregar as comunidades da região. O atual pároco, frei Jaime Bettega, conta que a primeira igreja, fundada um ano antes, funcionava onde hoje está o Instituto de Educação Cenecista Santo Antônio, atrás da sede atual:
— A participação de fiéis nas atividades da igreja à época dava a sensação entre os frequentadores de que, em breve, seria necessária a ampliação do templo ou a construção de um novo.
Isso aconteceu em agosto de 1954, quando o aterro da área para a nova sede começou a ser feito. As mesmas pessoas que frequentavam as missas e festas na pequena igreja se mobilizaram para erguer o novo templo. A mão de obra era a principal ajuda vinda da população. Devido a dificuldades financeiras, a construção foi interrompida por quatro anos, sendo retomada em 1958. A inauguração da igreja ocorreu em 8 de dezembro de 1961.